# Umberto Napolitano
Umberto Napolitano (Brescia, 25 maggio 1947) è un cantautore italiano.

## Biografia
Nato a Brescia nel 1947, si trasferisce con la famiglia a Torino, dove inizia a studiare musica con il maestro Adriano De Grandis; nel frattempo inizia a comporre le prime canzoni, e fa il suo debutto come cantante nel primo cabaret di Milano, il Nebbia Club di Franco Nebbia, a metà degli anni '60.
Ottenuto un contratto con la Vedette, dopo un primo 45 giri pubblicato nel 1964 con un brano scritto da Gian Pieretti, la sua vera carriera di cantautore inizia nel 1966 con la canzone di protesta Mille chitarre contro la guerra, incisa anche da Carmen Villani; l'anno seguente partecipa al Festival di Sanremo come autore, con Il cammino di ogni speranza, proposta da Caterina Caselli e Sonny & Cher, e ad Un disco per l'estate come interprete di Gioventù, che ottiene anch'essa un buon successo di vendite. Le prime incisioni le realizza usando il solo nome di battesimo, Umberto.
Nel 1969, con A Laura, è finalista del programma televisivo Settevoci, presentato da Pippo Baudo. Negli anni seguenti si dedica soprattutto alla carriera di autore: ricordiamo Senza discutere per I Nomadi e Meglio libera per Loredana Bertè.
Riprende a metà anni settanta l'attività di cantante, e partecipa alla Mostra Internazionale di Musica Leggera nel 1976 con Oggi settembre 26, e al Festival di Sanremo tre volte: nel 1977 con Con te ci sto, nel 1979 con Bimba mia e nel 1981 con Mille volte ti amo. Il suo album di maggior successo è stato Giro di do - Una canzone d'amore per ogni innamorato, del 1977. Con Amiamoci partecipa al Festivalbar 1978.
Il suo maggior successo di vendite si ha nel 1977 con Come ti chiami, canzone trasmessa spesso dalle radio libere, che era impostato con un dialogo fra il cantante ed una ragazza (Come ti chiami? - Antonella - Che bel nome, io Paolo); a volte scherzosamente il disco veniva trasmesso a velocità 33 giri invece di 45, ed il dialogo si trasformava in maniera divertente. Nel 1989 uscì l'album Al mio caro pianeta terra... dieci piccole grandi storie, inciso per l'etichetta Nar, mentre del 1998 è una raccolta di successi reinterpretati, pubblicato dalla DvMore. Nel 2016 pubblica un nuovo album, Il bruco.

## Discografia

### Album
- 1977 - Giro di "do" - Una canzone d'amore per ogni innamorato (Warner Bros. Records, T 56376)
- 1979 - Umberto Napolitano (Why Records, T 56611)
- 1981 - Noi due nella vita e nell'amore (Amiamoci, AM 4002)
- 1985 - Per le strade del mondo (Harmony, LPH 8050)
- 1987 - Dietro la collina (Pineapple Records, PNLP 2021)
- 1989 - Al mio caro pianeta terra... dieci piccole grandi storie (Iperspazio, PDLP 2289)
- 1991 - Riccioli (Dig-It, PL 12042)
- 1998 - Un'estate d'amore (D.V. More Record, CDDV 6201)
- 2016 - Il bruco (Dielle record)

### Singoli
- 1964 - La croce di un uomo/Ti prego, torna (Vedette; inciso come Umberto Maj)
- Giugno 1966 - La vita del bar/Guarda il mondo (Jolly, J 20378; inciso come Umberto)
- 1966 - Chitarre contro la guerra/Che ragioni come te (Jolly, J 20385; inciso come Umberto)
- 1967 - Gioventù/Noi, noi, noi, noi (Jolly, J 20414; inciso come Umberto)
- 1967 - Ferma la musica/Mia cara ragazza (Jolly, J 20430; inciso come Umberto)
- 1968 - Cade la pioggia/Chiudo gli occhi (RCA Talent, TL12; inciso come Umberto)
- 1969 - Occhi caldi/Tante porte, tante finestre (RCA Milano, M5; inciso come Umberto)
- 1969 - A Laura/Inverno (Durium, Ld A 7656; inciso come Umberto)
- 1970 - Ragazza innamorata/Fiori sul davanzale (Durium, Ld A 7688; inciso come Umberto)
- 1972 - La prima volta/Il viaggio (Durium, Ld A 7749; inciso come Umberto)
- Luglio 1973 - Era tanto tempo fa/La ballata del pendolare (Ariston Records, AR 0596)
- 1975 - Ora il disco va/Irlanda (Warner Bros. Records, T 16629)
- 1976 - Oggi settembre 26/Il cuscino blu (Warner Bros. Records, T 16809)
- 1977 - Con te ci sto/Li guardi sempre prima tu (Warner Bros. Records, T 16911)
- 1977 - Come ti chiami/Hey musino (Warner Bros. Records, T 17033)
- 1978 - Amiamoci/L'ultimo falò (Why Records, T 17184)
- 1979 - Bimba mia/La pazzia (Why Records, T 17308)
- 1979 - Pioggia/Senza discutere (Why Records, T 17403)
- 1979 - Cantando e fischiettando/Eco (Amiamoci, AM 2001)
- 1980 - Ma con l'amore no/Quante...papà! (Amiamoci, AM 2006)
- 1981 - Mille volte ti amo/Piove (Amiamoci, AM 2008)
- 1981 - Io ti voglio/Mai più (Amiamoci, AM 2009)
- 1982 - Moi je t'aime/Slow (Amiamoci, AM 2010)
- 1983 - Sensualità/Ninna nanna per un amore (Fonit Cetra, SP 1799)
- 1984 - Un'estate d'amore/Piano (Amiamoci, AMR 2012)
- 1985 - Per le strade del mondo/Dancing boogie (Harmony, H 6101)
- 1987 - Ti scriverò/Soli in una sola solitudine (Vedette, VVN 33327)
- 1988 - Pica Piquet/Pica Piquet (Instrumental) (Esquire Records, SQ 87013) (inciso come Umberto & Renato)
- 2011 - Volerò (Dielle Records)
- 2013 - E non permettere più (Dielle Records)
- 2016 - Il bruco (Dielle Records)

## Principali canzoni scritte da Umberto Napolitano per altri artisti
| Anno | Titolo                        | Autori del testo                       | Autori della musica                      | Interpreti                       |
| ---- | ----------------------------- | -------------------------------------- | ---------------------------------------- | -------------------------------- |
| 1966 | Le pigne in testa             | Umberto Napolitano                     | Umberto Napolitano                       | Gli Scooters                     |
| 1967 | Dove sei                      | Umberto Napolitano                     | Umberto Napolitano                       | I Gemelli                        |
| 1967 | Ho paura                      | Herbert Pagani                         | Umberto Napolitano                       | Roberta Mazzoni                  |
| 1967 | Il cammino di ogni speranza   | Umberto Napolitano e Vito Pallavicini  | Umberto Napolitano e Valerio Vancheri    | Caterina Caselli e Sonny & Cher  |
| 1968 | Mi sentivo strano             | Umberto Napolitano                     | Ricky Gianco                             | Quelli                           |
| 1968 | I miei pensieri               | Umberto Napolitano e Gian Pieretti     | Ricky Gianco                             | Ricky Gianco                     |
| 1968 | Il raffreddore                | Sergio Bardotti                        | Umberto Napolitano                       | Rita Pavone                      |
| 1970 | Una lacrima d'amore           | Umberto Napolitano                     | Umberto Napolitano                       | Robert Mondo                     |
| 1970 | Ahi ahi ragazzo!              | Umberto Napolitano e Franco Migliacci  | Umberto Napolitano e Mario Vicari        | Rita Pavone e Valeria Mongardini |
| 1971 | Le piccole domande dell'amore | Mogol                                  | Umberto Napolitano                       | Rossano                          |
| 1972 | Ma chi è che cos'è            | Gilberto Ziglioli                      | Umberto Napolitano e Franco Cassano      | Dori Ghezzi                      |
| 1972 | Vicolo di campagna            | Umberto Napolitano e Gilberto Ziglioli | Umberto Napolitano e Franco Cassano      | Franco I                         |
| 1973 | Amore amore immenso           | Umberto Napolitano                     | Umberto Napolitano e Gilberto Ziglioli   | Gilda Giuliani                   |
| 1975 | Senza discutere               | Alberto Salerno                        | Umberto Napolitano e Guido Maria Ferilli | Nomadi                           |
| 1976 | Meglio libera                 | Daniele Pace e Oscar Avogadro          | Umberto Napolitano e Mario Tessuto       | Loredana Bertè                   |
| 1976 | No, no, no                    | Paolo Limiti                           | Umberto Napolitano                       | Sabina Ciuffini                  |
| 1978 | Heidi-di (Torna a casa Heidi) | Umberto Napolitano                     | Giuni Russo e Maria Antonietta Sisini    | Rita Pavone                      |
| 1978 | Il mondo dei ragazzi          | Umberto Napolitano                     | Giuni Russo e Maria Antonietta Sisini    | Rita Pavone                      |
| 1978 | Non piange Ringo Starr        | Paolo Limiti                           | Umberto Napolitano                       | I Nuovi Angeli                   |
| 1994 | Baciamoci                     | Cristiano Minellono                    | Umberto Napolitano                       | Ricchi e Poveri                  |
| 2012 | Volerò                        | Umberto Napolitano                     | Umberto Napolitano                       | Umberto Napolitano               |
| 2016 | Il bruco                      | Umberto Napolitano                     | Umberto Napolitano                       | Umberto Napolitano               |